# Thomanerchor
Il Thomanerchor è un coro di voci bianche di fama mondiale di Lipsia. Fondato su iniziativa del marchese Teodorico I di Meißen nell'anno 1212 nel periodo del Kaiser Ottone IV di Brunswick il coro è uno dei più antichi della Germania ed è famoso per essere stato diretto da importanti musicisti e compositori. 

Su tutti si ricorda Johann Sebastian Bach che ne fu direttore dal 1723 fino alla sua morte. 
Il coro è composto oggi da 93 giovani in età compresa tra i 9 e i 18 anni. Questi vivono in un collegio chiamato Thomasalumnat e frequentano la Thomasschule, che è un liceo linguistico che offre un'approfondita preparazione musicale.

## Storia

### Dalla fondazione alla riforma protestante
Il coro nasce nel 1212 nel monastero di San Tommaso in Lipsia dove i Canonici regolari di Sant'Agostino confederati aprono una scuola conventuale per l'educazione spirituale di giovani orfani e poveri. I giovani raccolti vivono nella canonica e devono, come "ricompensa" cantare durante le liturgie e effettuare altri servizi per il monastero. Secondo un libro di testo der Paedologia scritto apposta per la Thomasschule, si intende che i giovani poveri raccolti, fossero inoltre costretti a recarsi nelle case dei cittadini ricchi per cantare o prestare servizi domestici. 
Fino alla riforma protestante (1517) il coro era costituito al massimo da 24 membri.
A partire dal 1254 la scuola è sovvenzionata tramite tasse dagli abitanti di Lipsia. Questo fa della Thomasschule la più vecchia scuola pubblica tedesca.